# 阪神流通センター
阪神流通センター（はんしんりゅうつうセンター）は、兵庫県西宮市の山口地域にある、工場・トラックターミナル・倉庫などが集まる団地である。行政地名として山口町阪神流通センターがあり、一丁目から三丁目がある。郵便番号は651-1431。

## 概要
1966年（昭和41年）の流通業務市街地の整備に関する法律制定を受け、兵庫県が阪神地区の物流拠点として計画、建設した。
候補地としては中国縦貫自動車道のインターチェンジが計画されていた宝塚地区、西宮北部地域及び、神戸市街地に近い西神白川地区が計画されていたが、最終的には同地への設置が決定された。

## 歴史
- 1969年（昭和44年）兵庫県による阪神流通センター設置調査開始。
- 1971年（昭和46年）西宮市山口町上山口、下山口区域の一部（現在の山口町阪神流通センター区域）を流通業務地区に指定し、着工。
- 1974年（昭和49年）6月、中国自動車道西宮北インターチェンジ供用開始。翌年、宝塚まで開通。
- 1976年（昭和51年）12月、最初の倉庫施設が完成し、物流拠点としての運用が開始される。
- 1978年（昭和53年）6月、公共施設23万m2を含む、84.6万m2が造成され、竣工した。同年、西宮市の町名として山口町阪神流通センターが設置される[1]。

## 主な施設
- 中国自動車道西宮北インターチェンジ
- 阪急バス山口営業所
- ヤマト運輸兵庫ベース店
- 流通東公園
- 流通西公園
- 流通東公園野球場

## 誘致企業および組合組織
- 阪神流通センター協同組合連合会
- 阪神総合卸商業団地協同組合
- 阪神団地倉庫事業協同組合
- 阪神流通センター運輸事業協同組合